# Ouveillan
Ouveillan település Franciaországban, Aude megyében. Lakosainak száma 2635 fő (2022. január 1.). Ouveillan Argeliers, Cuxac-d’Aude, Sallèles-d’Aude, Capestang, Cruzy, Montels és Quarante községekkel határos.

## Népesség
A település népessége az elmúlt években az alábbi módon változott:
| Lakosok száma | 1921 | 1861 | 1882 | 2111 | 2277 | 2291 | 2463 | 2564 | 2554 | 2635 |
|               | 1968 | 1982 | 1990 | 2006 | 2013 | 2015 | 2017 | 2019 | 2020 | 2022 |